# ミステリー・トレイン
『ミステリー・トレイン』（Mystery Train）は、1989年制作のアメリカ映画で、メンフィスのホテルを利用することになる3組の登場人物たちのそれぞれの出来事を3編に分けたオムニバス形式で描くが、各編のストーリが同時刻帯に進行しお互いに影響しあう群像劇作品として仕上げた作品。
1989年のカンヌ国際映画祭最優秀芸術貢献賞をジム・ジャームッシュが受賞。ホテルのフロント係とベルボーイ（サンク・リー）の間の会話内容、発砲音、エルヴィス・プレスリーが歌った「ブルームーン」などを三話のいずれにも反復して挿入し時間の同期をとっており、観客に群像劇としての説明効果として展開を行っている。映画のタイトルの「ミステリー・トレイン」は、プレスリーがカバーしたジュニア・パーカーの同名曲に由来している。

## ストーリー
第一編（ファー・フロム・ヨコハマ）: アムトラック（列車）で日本からの観光中のジュン（永瀬正敏）とミツコ（工藤夕貴）は、テネシー州のメンフィス駅で降車、エルビスのグレース邸見物の為、重いスーツケースを引きずりながら歩くのだが、カール・パーキンスが収録したことで有名なサン・スタジオに着いてしまう。夜、二人はアーケード・ホテルという小さなホテルに泊まることにする。
第二編（ア・ゴースト）: メンフィス空港でルイーザ（ニコレッタ・ブラスキ）は、エアチケットの座席予約がうまく行かずに街に出るのだが、さまざまなトラブルに遭ってしまう。アーケード・ホテルのナイトシフトのフロント係（スクリーミン・ジェイ・ホーキンス）から宿泊を断られ困っているディディ（エリザベス・ブラッコ）と出会い、相部屋利用で宿泊することを提案する。
第三編（ロスト・イン・スペース）: ディディの元ボーイフレンドのジョニー（ジョー・ストラマー）は、友人のウィル（リック・アヴィレス）とチャーリー（スティーヴ・ブシェミ）と一緒に酒を買うために寄った店で店主（ロケッツ・レッドグレア）を銃で撃ってしまう。3人は、ウィルの義兄が働くアーケード・ホテルに逃げることにする。

## キャスト
- ジュン（カール・パーキンス好きの青年）- 永瀬正敏
- ミツコ（エルヴィス・プレスリー好きの女） - 工藤夕貴
- ホテルのフロント係 - スクリーミン・ジェイ・ホーキンズ
- ベルボーイ - サンク・リー
- ルイーザ - ニコレッタ・ブラスキ
- ディディ - エリザベス・ブラッコ
- ジョニー（カール・パーキンス好きの男性）- ジョー・ストラマー
- ウィル・ロビンソン - リック・アヴィレス
- チャーリー - スティーヴ・ブシェミ
- エド - ヴォンディ・カーティス＝ホール
- 酒屋の店主 - ロケッツ・レッドグレア
- ダイナーの男 - トム・ヌーナン
- 新聞売り - サイ・リチャードソン
- メンフィス駅の老人 - ルーファス・トーマス
- ラジオDJの声 - トム・ウェイツ